# Бенджамин Фридман
Бенджамин Харисън Фридман (на английски: Benjamin Harrison Freedman) е влиятелен еврейски общественик и индустриалец, живял в Ню Йорк и околностите му.
Фридман е спорна личност сред еврейската общност: отхвърля фундаментални постановки за историята на евреите, като застъпва радикално становището на Артур Кьостлер от книгата му „Тринадесетото племе“ за хазарски произход на източноевропейските, полски и германски евреи ашкенази. От своя страна еврейската общност го обвинява в предателство и оказване на дестабилизаращо влияние върху американското и световното обществено мнение, понеже възгледите и твърденията му застрашават съществуването на Израел.
Спорът ескалира и Фридман приема християнството и в частност католицизма. Произведенията му, засягащи основно юдаизма, са забранени във Федерална република Германия предвид нацисткото минало и наследство в страната.